# Чарнкове
Чарнкове (пол. Czarnkowie) — село в Польщі, у гміні Полчин-Здруй Свідвинського повіту Західнопоморського воєводства.
Населення — 149 осіб (2011).

## Демографія
Демографічна структура станом на 31 березня 2011 року:
|          | Загалом | Допрацездатний вік | Працездатний вік | Постпрацездатний вік |
| -------- | ------- | ------------------ | ---------------- | -------------------- |
| Чоловіки | 80      | 20                 | 45               | 15                   |
| Жінки    | 69      | 12                 | 35               | 22                   |
| Разом    | 149     | 32                 | 80               | 37                   |